# Dmitri Liss
Dmitri Ilitch Liss (Дми́трий Ильи́ч Лисс), né le 28 octobre 1960 à Balachov dans l'oblast de Saratov, est un chef d'orchestre russe, actuel chef d'orchestre principal de l'orchestre philharmonique de l'Oural. Il est distingué en 2011 comme artiste du peuple de la fédération de Russie (2011), lauréat du prix d'État de la fédération de Russie dans le domaine de la littérature et de l'art en 2008.

## Biographie
Dmitri Liss est diplômé en 1979 de l'école moyenne de musique de Kharkov dans la classe de clarinette de Valeri Altoukhov, et en théorie et histoire de la musique. En 1984, il est diplômé avec félicitations du conservatoire de Moscou dans la classe du professeur Dmitri Kitaïenko, en direction d'orchestre symphonique et d'opéra. Il travaille en 1983-1984 comme assistant de chef d'orchestre de la philharmonie de Moscou auprès de son maître, Dmitri Kitaïenko. En 1984-1995, il est chef d'orchestre (chef d'orchestre principal à partir de 1991) de l'orchestre symphonique du Kouzbass. Il remporte en 1995 le premier concours international des jeunes chefs d'orchestre de Zagreb. Il est nommé en 1995 directeur artistique et chef d'orchestre principal de l'orchestre académique philharmonique de l'Oural. En 1997-1998, il est chef d'orchestre principal de l'orchestre symphonique russo-américain de la jeunesse.
En 1998, il est assistant du chef d'orchestre principal Valeri Guerguiev au forum musical mondial de la jeunesse avec les orchestres symphoniques de la jeunesse des États-Unis, de Chine, de Grande-Bretagne, du Canada, d'Israël, d'Égypte, d'Afrique du Sud, etc. La même année, il est invité comme membre du jury du 2e concours international des jeunes chefs d'orchestre de Zagreb.
De 1999 à 2003, il est chef d'orchestre de l'orchestre national de Russie. À partir de 2016, Dmitri Liss devient chef d'orchestre principal de l'orchestre philharmonique des Pays-Bas méridionaux, formé en 2013 par la fusion de l'orchestre du Brabant et de l'orchestre symphonique du Limbourg.

## Distinctions
- Lauréat du 1er prix du concours international de jeunes chefs d'orchestre de Zagreb (1995) ;
- Lauréat du prix du gouverneur de l'oblast de Sverdlovsk (2002) ;
- Artiste émérite de la fédération de Russie (2002) ;
- Lauréat du prix d'État de la fédération de Russie dans le domaine de la littérature et de l'art (2003) ;
- Artiste du peuple de la fédération de Russie (2011)[1] ;
- Citoyen d'honneur de l'oblast de Sverdlovsk (2020)[4].

## Liens musicaux
Dmitri Liss collabore avec les grands orchestres philharmoniques de Moscou, de Saint-Pétersbourg, de Novossibirsk, de Budapest, etc.
Il a fait de nombreuses tournées à l'étranger (Allemagne, États-Unis, Canada, Norvège, Pays-Bas, Suède, Royaume-Uni, Suisse, Autriche, France, Italie, Espagne, Japon, Taïwan, Hongrie, Pologne, Croatie, Slovénie, Estonie, Finlande, Malte).
Parmi les solistes avec lesquels il a travaillé et continue de travailler, l'on compte de grandes étoiles internationales, comme Rostropovitch, Berezovsky, Kremer, Tretiakov, Pletniov, Kraïnev, Matsouïev, Natalia Gutman, Bachkirov, Petrov, Bachmet, Akiko Suwanai, Belkine, Donohoe, etc.
Dmitri Liss a pris part au IIIe festival musical international annuel «Crescendo».

## Discographie
- Rachmaninov: Concertos pour piano 1 & 4 / Boris Berezovsky (piano) & Philarmonic Ural Orchestra (Mirare 2006)
- Rachmaninov: Concertos pour piano 2 & 3 / Boris Berezovsky (piano) & Philarmonic Ural Orchestra (Mirare 2006)

## Liens
- (ru) Interview de Dmitri Liss dans le mgazine «Взгляд» (Vzgliad, Regard, 2007)

- Ressources relatives à la musique :   - AllMusic
  - Discogs
  - MusicBrainz
  - Muziekweb
- Notices d'autorité :   - VIAF
  - ISNI
  - BnF (données)
  - IdRef
  - LCCN
  - GND
  - Pologne
  - Israël
  - Croatie
  - Tchéquie
  - WorldCat